# Апорофобија
Апорофобија (из  грчког απορος  апорос  'сиромашан' и φοβος   фобос  'страх') је страх, мржња према сиромаштву и сиромашним особама. Термин је настао деведесетих година 20. века, а створила га је шпанска филозофкиња и професорка етике на Универзитету у Валенсији (Шпанија), Адела Кортина.
Разлика између апорофобије и ксенофобије или расизма је у томе што апорофобија не дискриминише нити маргинализује имигранте или припаднике других етнија или народа уколико су те особе метеријално добростојеће, финансијски су добро обезбеђене и/или поседују одређени статус у друштву и медијима.
 Апорофобија се, према томе, састоји од осећања страха и одбацивања сиромашних, односно немоћних, који немају средства за живот. Овај осећај и став су научени.
Фондација за хитни шпански ФУНДЕУ (Fundación del Español Urgente, Fundéu) потврдила је да се ради о „потпуно валидном неологизму“, и ова реч је укључена у Речник Шпанске краљевске академије.